# Pipamperon
Pipamperon – organiczny związek chemiczny, pochodna butyrofenonu, stosowany jako lek przeciwpsychotyczny. Został opracowany przez Janssen Pharmaceutica w 1961 roku.

## Mechanizm działania
Pipamperon jest silnym antagonistą receptorów serotoninergicznych 5-HT2A i dopaminergicznych D4. W mniejszym stopniu blokuje inne receptory dopaminergiczne: D2 i D3, serotoninergiczne 5-HT2B, 5-HT2C, adrenergiczne α1 i α2. Nie wykazuje istotnego powinowactwa do receptorów histaminowych ani muskarynowych.

## Wskazania
Pipamperon jest lekiem przeciwpsychotycznym. Prowadzono badania nad potencjalizacją przeciwdepresyjnego działania citalopramu pipamperonem w małej dawce – połączenie pod nazwą PipCit było skuteczniejsze i lepiej tolerowane od samego citalopramu.

## Preparaty
Pipamperon dostępny jest w niektórych krajach europejskich w postaci preparatów:
- Dipiperon (Janssen) – Belgia, Dania, Francja, Holandia Luksemburg, Niemcy, Szwajcaria
- Piperonil (Lusofarmaco) – Włochy